# 선키스트 그로워스
선키스트 그로워스(Sunkist Growers, Incorporated)는 캘리포니아와 애리조나의 감귤 재배자 6,000여 명으로 구성된 비상장 협동조합이다. 본부는 로스앤젤레스 셔먼 오크에 있다.

## 역사

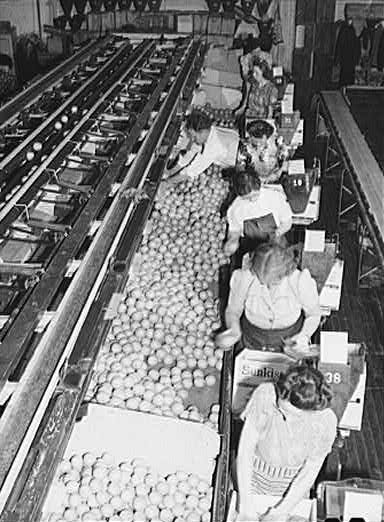
1943년 캘리포니아 레드랜드의 썬키스트 포장 공장에서 여성들이 오렌지를 상자에 넣고 있는 모습

P. J. 드레어와 그의 아들 에드워드 L. 드레어는 1893년 클래어몬트에 있는 남부 캘리포니아 과일 교역소(Southern California Fruit Exchange)를 만들었다. 에드워드 L. 드레어는 캘리포니아 감귤 산업의 "아버지"로 알려져 있다.
로스앤젤레스 군의 포모나, 리버사이드, 산디마스와 벤투라 군의 산타파울라, 새티코이, 필모어, 랜초세스페, 바즈대일, 피루 마을의 재배자와 과수원도 교역소에 참여했다.
1905년 이 단체는 가입자 수가 캘리포니아 감귤 산업의 45%에 해당하는 5천 명에 이르렀고, 캘리포니아 과일 재배자 교역소로 이름을 바꾸었다. 1908년 교역소는 최상급 오렌지에 "선키스트"라는 이름을 붙였다. 이것은 최초의 브랜드 과일이었다.
선키스트는 현재 회원 6,000명을 대표하는 비영리 단체이다. 사업에서 발생한 이익은 모두 재배자에게 돌아간다. 선키스트는 세계 과일 채소 업체 중 최대의 마케팅 협동조합이고, 미국내 다른 분야의 마케팅 협동조합과 비교해도 큰 편에 속한다.

## 상표
선키스트 브랜드는 5개 대륙, 45개 이상의 국가에서 600 종류 이상의 제품에 쓰인다. 주로 과일과 관련된 식품이나 비타민류이다. 기업들은 재배자 협동조합으로부터 상표 이용 허락을 받고 제품에 선키스트 이름을 붙이고 있다.
- Dr Pepper Snapple Group의 과일맛 청량음료
- Jelly Belly의 과일맛 사탕[5]
- General Mills의 과일맛 과자
- A. Lassonde의 오렌지 쥬스
- WN Pharmaceuticals의 비타민 C 보충제[6]

선키스트 쥬스는 일본, 한국, 홍콩, 인도네시아, 말레이시아, 중동 지역, 벨기에, 몰타, 오스트리아 등 여러 나라에서 판매되고 있다. 한국에서는 해태음료가 1982년 4월 상표 사용 및 기술 지원 계약을 맺고 1984년 1월 썬키스트 훼미리 쥬스를 출시했다.2023년 9월 해태HTB와 계약만료, 2023년 10월 광동제약과 상표 라이센스 제휴

## 같이 보기
- 레들랜즈